# Mikroregion Cassilândia

Mikroregion Cassilândia

Mikroregion Cassilândia – mikroregion w brazylijskim stanie Mato Grosso do Sul należący do mezoregionu Leste de Mato Grosso do Sul.

## Gminy
- Cassilândia;
- Chapadão do Sul;
- Costa Rica.
- Paraíso das Águas